# Ultramarin
Ultramarin (lat. ultra: daleko, iza, preko, s one strane + marinus: morski) je plavi pigment, natrijev alumosilikat složene strukture, koji sadrži i sumpor. Poznat je ponajprije zbog svoje blistave, vrlo lijepe plave boje, pa se mnogo koristio kao slikarska umjetnička boja. Neotrovan je, netopljiv u vodi i alkalijama, na svjetlosti izvanredno postojan. Od davnine se dobivao iz minerala lazurita, a danas se proizvodi sintetski, pečenjem fino samljevene smjese kaolina, silicijske kiseline, sode, sumpora i reducensa (drveni ugljen, kolofonij) u trajanju od nekoliko dana na 800 °C. Nakon kontroliranoga hlađenja uz oksidaciju, proizvod se ispire vodom, odjeljuje i melje. Danas se ultramarin koristi uglavnom kao pigment za bojenje plastike i papira, a sve manje za tiskarske boje i naliče. Osim plavoga, postoje i zeleni, crveni i ljubičasti ultramarin, koji su manje poznati i rjeđe se primjenjuju.

## Objašnjenje
Kao briljantan i vrlo lijep plavi pigment, ultramarin je poznat još od davnine. Tada se dobivao mljevenjem i ispiranjem minerala lazurita, a nazvan je prema latinskom lapis lazuli. Danas je važan samo sintetski ultramarin. To je aluminosilikat sa složenom strukturom, koja još danas nije potpuno razjašnjena. Sastoji se od AlO4 i SiO4 tetraedara, a za izravnavanje viška negativnog naboja služe natrijevi kationi. U prostoru između tetraedara smješteni su sumporni spojevi koji djeluju kao kromoforne grupe. Ultramarin je u prvom redu poznat kao plava boja, ali postoji i zeleni, crveni i ljubičasti ultramarin. Boja ovisi o razlikama u udjelu natrija i silicija, te o vrsti sumpornih spojeva, a na nju se može djelovati izmjenom u sastavu i omjeru sirovina te promjenom reakcijskih uvjeta prilikom sinteze. 
Proizvodnja sintetskog ultramarina zasniva se uglavnom na iskustvenim (empirijskim) metodama. Kao glavne sirovine za sintezu služe kaolin, soda, sumpor i kremena zemlja, a dodaju se i kreda te sredstva za redukciju (katranska smola, kolofonij, drveni ugljen). Uzima se visokovrijedni kaolin, praktički čisti kaolinit, koji se prvo kalcinira. I druge sirovine moraju biti vrlo čiste (sumpor s 99,5% S, kalcinirana soda od 99,5 do 99,8% Na2CO3). Sirovine se miješaju u određenim omjerima, melju se u fini prah, a zatim se, već prema recepturi, žare u mufolnim pećima nekoliko dana na temperaturi od 800 °C. Nakon kontroliranog hlađenja uz oksidaciju, dobiveni se pigment u nizu procesa ispire vodom, odjeljuje i melje. Iz tako pripravljenog plavog ili zelenog pigmenta mogu se dobiti i ultramarini drugih tonova. Tako se ljubičasti ultramarin dobiva oksidacijom na zraku u prisutnosti amonijevog klorida, a iz njega se crveni ultramarin proizvodi daljom oksidacijom uz dodatak klorovodika i klora. 
Ultramarin je vrlo cijenjen i njegova se boja smatra najljepšom među anorganskim plavim pigmentima. Otporan je na zraku i svjetlu, postojan na povišenim temperaturama i netopiv u vodi i alkalijama, ali je slabo izdašan i vrlo osjetljiv na djelovanje kiselina. Primjena je ultramarina vrlo raširena, posebno ako se traži postojanost prema alkalijama. Ultramarin se najviše upotrebljava za bojenje sintetskih materijala, zatim za tiskarske i slikarske boje, za tisak na tekstilu, za bojenje gume, papira i tako dalje. Osim za bojenje, ultramarin služi i kao komplementarna boja, to jest kao sredstvo za uklanjanje žućkastog tona u naličima, papiru, plastici, prilikom pranja rublja i slično. Ultramarin nije otrovan, pa se mnogo upotrebljava za bojenje materijala koji dolaze u dodir s hranom, kao pigment za pečate kojima se obilježavaju živežne namirnice, zatim u kozmetičkoj industriji, proizvodnji igračaka, olovaka i tako dalje.

## Slike
- Uzorak metamorfne stijene lapis lazuli (grubog) iz Afganistana
- Sintetski ljubičasti ultramarin
- Sassoferratov prikaz Blažene Djevice Marije, oko 1654. Njezin plavi ogrtač obojen je ultramarinom
- Djevojka s bisernom naušnicom, slika J. Vermeera (oko 1665.)